# Rimavské Brezovo
Rimavské Brezovo (hongrois : Rimabrézó) est un village de Slovaquie situé dans la région de Banská Bystrica.

## Histoire
La première mention écrite du village date de 1334.

## Démographie

### Évolution de la population
| Année:               | 1994. | 2004.   | 2014.   | 2024.   |
| -------------------- | ----- | ------- | ------- | ------- |
| Nombre de personnes: | 492   | 513     | 529     | 495     |
| Différence:          |       | +4,26 % | +3,11 % | -6,42 % |

| Année:               | 2023. | 2024.   |
| -------------------- | ----- | ------- |
| Nombre de personnes: | 506   | 495     |
| Différence:          |       | -2,17 % |

## Personnalité
- Ľudovít Kubáni (1830-1869), écrivain, y est mort.